# Calliscelio agaliensis
Calliscelio agaliensis är en stekelart som beskrevs av T.C. Narendran och Ramesh Babu 1999. Calliscelio agaliensis ingår i släktet Calliscelio och familjen Scelionidae. Inga underarter finns listade.